# Draba incana
Espèce
Classification phylogénétique
Draba incana est une espèce vivace de plantes à fleurs du genre Draba appartenant à la famille des Brassicaceae.

## Description
Cette drave se distingue par sa gaine foliaire elliptique et étroite, légèrement tordue quand elle est à maturité. Vivace ou biennale, elle est robuste et mince, atteignant 35 cm de hauteur. Ses tiges florales sont simples ou rameuses avec des feuilles basales lancéolées et duveteuses. Ses petites fleurs sont blanches, mesurant entre 3 et 5 mm de diamètre.

## Distribution
Cette drave se rencontre en Écosse, Irlande, Islande, Danemark, Norvège, Groenland, Russie, dans les Alpes autrichiennes et suisses et dans les Pyrénées, dans des zones rocheuses d'alpages en montagne, ou des zones littorales des pays du Nord.

## Taxonomie
- Draba incana var. borealis (DC.) Torr. & A.Gray[3] est un synonyme de Draba borealis DC.
- La sous-espèce Draba incana subsp. pyrenaea (O.E.Schulz) O.Bolòs & Vigo[4] se rencontre dans les Pyrénées.